# 龍東港
龍東港是哥倫比亞的城鎮，位於該國東北部，由阿勞卡省負責管轄，距離首府阿勞卡230公里，始建於1921年12月15日，面積2,313平方公里，海拔高度133米，2005年人口2,656。
6°17′N 71°06′W / 6.283°N 71.100°W